# Антье, Мари
Мари Антье (фр. Marie Antier; 1687, Лион — 3 декабря 1747, Париж) — французская оперная певица, ученица Мари Ле Рошуа.

## Биография
Мари Антье родилась в 1687 году в Лионе. Её учительницей пения была оперная певица и актриса Мари Ле Рошуа, известная своими ролями в операх Жана-Батиста Люлли. Дебют Мари Антье в Парижской опере состоялся в 1711 году в постановке «Венецианки» Мишеля де ла Барра. Сразу после этого она получила ведущие роли в ряде премьер, включая «Идоменею» Андре Кампра и «Медею и Ясона» Жозефа-Франсуа Саломона. Кроме того, она выступала в ряде постановок опер Люлли. В 1720 году Мари Антье стала ведущей актрисой (première actrice) Королевской академии музыки, а в 1721 году была назначена придворным музыкантом (musicienne de la chambre du roi), что обязывало её петь в Версале, Марли и Фонтенбло. Кроме того, она принимала участие в постановках опер-балетов в Тюильри, танцевальные партии в которых любил исполнять сам Людовик XV.
В течение некоторого времени Мари Антье была любовницей принца Кариньяно. В 1726 году она вышла замуж за Жана Дюваля, но уже в следующем году вступила в связь с литератором и меценатом Александром Ле Риш де ла Поплиньером (Alexandre Jean Joseph Le Riche de La Popelinière), вследствие чего ему пришлось покинуть Париж, а сама Мари была помещена в монастырь. Её карьера, тем не менее, не прервалась, хотя ведущие роли в операх всё чаще доставались её более юным коллегам по сцене. Всё же она приняла участие в нескольких премьерах, в том числе в «Ипполите и Арисии», «Галантной Индии» и «Касторе и Поллуксе» Рамо.
Мари Антье ушла со сцены в 1741 году. Некоторое время она жила в Отёе, а затем получила бесплатное жильё рядом с Оперой. Певица умерла в Париже в 1747 году.